# Lara Billie Rense
Lara Billie Rense (Nunspeet, 31 juli 1972) is een Nederlandse radio- en televisiepresentator. Die is non-binair en afficheert zich als de 'eerste non-binaire radiopresentator van Nederland'.
Rense studeerde sociologie aan de Universiteit van Amsterdam. Van 2000 tot en met 2002 was die adjunct-hoofdredacteur bij de Lokale Nieuwsdienst Amsterdam, de nieuwsdienst van radiostation AmsterdamFM. Via BNR Nieuwsradio en de Wereldomroep kwam Rense terecht bij de NOS om daar vanaf september 2009 het Radio 1 Journaal te presenteren. In 2016 nam die (net als Bert van Slooten, Frederique de Jong en Marcel Oosten) 'afscheid' van het Radio 1 Journaal, waarna die vanaf 4 januari 2016 Nieuws en Co (NOS/NTR), de voortzetting van de middageditie van dat Radio 1 journaal, ging presenteren. Die stopte in maart 2022 als vaste presentator van Nieuws en Co en is sedertdien tot op 14 oktober 2022 invalpresentator van dat programma geweest.
Op 7 september presenteerde Rense voor de eerste keer een aflevering van Met het oog op morgen.
Rense heeft beide borsten laten verwijderen, heeft in een radio-uitzending op 21 februari 2022 Billie toegevoegd aan diens naam en afficheert zich als de 'eerste non-binaire radiopresentator van Nederland'. Die presenteert samen met Fabian Jansen een podcast over non-binair zijn en genderidentiteit onder de naam Hoi, ik ben nieuw.
Sinds 19 februari 2023 is Rense presentator van het televisieprogramma Mediastorm. Daarnaast presenteert die Wat Blijft, een radioprogramma en podcast van omroep HUMAN. Voor de NTR presenteert die het televisieprogramma en de podcast Focus.
In 2024 verscheen diens eerste boek Een zee van ruimte bij uitgeverij Atlas Contact.